# Franz Schmid
Pour les articles homonymes, voir Schmid.
Pas d'image ? Cliquez ici
Franz Xaver Schmid, né le 17 janvier 1905 à Garmisch-Partenkirchen et mort le 18 septembre 1992, est un alpiniste allemand. En 1931, il se rend célèbre avec son frère Toni Schmid, par la première ascension d'une des trois grandes faces nord des Alpes, celle du Cervin.

## Biographie
Franz Xaver Schmid, né le 17 janvier 1905 à Garmisch-Partenkirchen, fait des études de sciences naturelles. Franz et son frère Toni se font rapidement connaître dans le milieu des grimpeurs bavarois. Ils accomplissent ensemble leurs années d'apprentissage dans le Kaisergebirge en Autriche avant de réaliser de très belles premières.
L'année 1931 est sans conteste celle des plus belles réussites des frères Schmid. En juin 1931, Franz Schmid conquiert avec Hans Ertl la face nord de l'Ortles, paroi glaciaire de 1 400 m de hauteur considérée comme la course de glace la plus difficile des Alpes orientales italiennes. Franz et Toni ont toutefois peu de ressources. Lorsqu'ils entreprennent leur projet d'ascension d'une des trois grandes faces nord des Alpes, la face nord du Cervin en 1931, ils effectuent à vélo le trajet Munich-Zermatt en transportant leur matériel. Bénéficiant de conditions de neige exceptionnelles, ils gravissent le 1er août 1931 la face nord du Cervin. Leur retour à Zermatt où l'ascension a été suivie avec attention est un triomphe et leur assure une grande notoriété dans les milieux alpins.
En mai 1932, la mort de son frère Toni en montagne, le conduit à choisir des ascensions moins aventureuses.
Le prix olympique d'alpinisme aux Jeux olympiques d'été de 1932 de Los Angeles est décerné à Franz Schmid en récompense de cette ascension de la face nord du Cervin.

## Premières
- Face ouest de la Berggeistturm (Wetterstein) avec Toni Schmidt.
- Face nord-est de la Grubenkarspitze avec Toni Schmidt.
- 1931 - Face nord de l'Ortles, paroi glaciaire de 1 400 m[3] avec Hans Ertl.
- 1931 - Face nord du Cervin du 31 juillet et 1er août avec Toni Schmidt.
- 1934 - Face nord de la Cima della Madonna (2 733 m, Dolomites).